# Noah Kahan

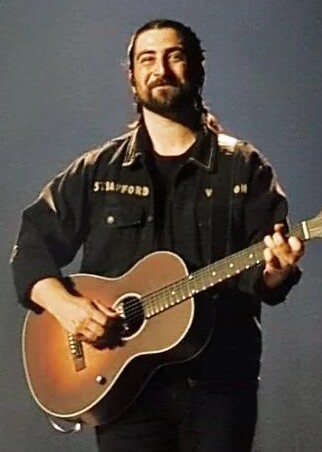
Noah Kahan (2024)

Noah Kahan (* 1. Januar 1997 in Strafford, Vermont) ist ein US-amerikanischer Singer-Songwriter. Bekanntheit erlangte er 2023 durch sein drittes Studioalbum Stick Season.

## Leben und Karriere
Kahan wurde 1997 in Strafford, Vermont als Sohn eines jüdischen Vaters und einer christlichen Mutter geboren und wuchs auf einer Farm auf. Bereits mit acht Jahren begann er eigene Songs zu schreiben und lud sie später auf Portalen wie Soundcloud hoch. Im Alter von 18 Jahren unterschrieb er einen Vertrag bei dem Label Republic Records. Ein Jahr später eröffnete er Konzerte für die deutsche Band Milky Chance, einer seiner Idole während der High-School-Zeit.
Um seine Arbeit als Musiker und Künstler weiter auszureifen, zog Kahan 2017 nach New York, verbrachte jedoch auch Zeit in Los Angeles und Nashville. Am 14. Juni 2019 veröffentlichte er sein Debütalbum Busyhead. Ende 2020 teilte er einen Ausschnitt seines Liedes Stick Season auf der App TikTok, welches ihm letztendlich zu seinem kommerziellen Durchbruch verhalf. Seine Popularität stieg in den folgenden zwei Jahren stetig. 2022 und 2023 erreichte sein drittes Studioalbum Stick Season und die daraus veröffentlichten Singleauskopplungen nach und nach weltweit die Charts. Die gleichnamige Single stieg 2024 auf Platz eins der britischen und irischen Charts und erreichte die Top 20 in den US Billboard Hot 100.
Der Künstler lebt seit Juli 2022 in Watertown, Massachusetts.

## Diskografie

### Studioalben
| Jahr | Titel Musiklabel               | Höchstplatzierung, Gesamtwochen, AuszeichnungChartplatzierungen (Jahr, Titel, Musiklabel, Platzierungen, Wochen, Auszeichnungen, Anmerkungen) | Höchstplatzierung, Gesamtwochen, AuszeichnungChartplatzierungen (Jahr, Titel, Musiklabel, Platzierungen, Wochen, Auszeichnungen, Anmerkungen) | Höchstplatzierung, Gesamtwochen, AuszeichnungChartplatzierungen (Jahr, Titel, Musiklabel, Platzierungen, Wochen, Auszeichnungen, Anmerkungen) | Höchstplatzierung, Gesamtwochen, AuszeichnungChartplatzierungen (Jahr, Titel, Musiklabel, Platzierungen, Wochen, Auszeichnungen, Anmerkungen) | Höchstplatzierung, Gesamtwochen, AuszeichnungChartplatzierungen (Jahr, Titel, Musiklabel, Platzierungen, Wochen, Auszeichnungen, Anmerkungen) | Anmerkungen                                                            |
| Jahr | Titel Musiklabel               | DE | AT | CH | UK | US | Anmerkungen                                                            |
| ---- | ------------------------------ | --- | --- | --- | --- | --- | ---------------------------------------------------------------------- |
| 2019 | Busyhead Republic              | — | — | — | UK— SilberUK | — | Erstveröffentlichung: 14. Juni 2019 Verkäufe: + 100.000                |
| 2021 | I Was / I Am Republic          | — | — | — | UK70 (1 Wo.)UK | US154 (1 Wo.)US | Erstveröffentlichung: 17. September 2021 in UK erst 2024 in den Charts |
| 2022 | Stick Season Mercury, Republic | DE35 (9 Wo.)DE | AT57 (1 Wo.)AT | CH63 (1 Wo.)CH | UK1 ×2Doppelplatin · (… Wo.)UK | US2 ×2Doppelplatin · (… Wo.)US | Erstveröffentlichung: 14. Oktober 2022 Verkäufe: + 2.825.000           |

### Livealben
| Jahr | Titel Musiklabel                                          | Höchstplatzierung, Gesamtwochen, AuszeichnungChartsChartplatzierungen (Jahr, Titel, Musiklabel, Platzierungen, Wochen, Auszeichnungen, Anmerkungen) | Anmerkungen                             |
| Jahr | Titel Musiklabel                                          | US | Anmerkungen                             |
| ---- | --------------------------------------------------------- | --- | --------------------------------------- |
| 2024 | Noah Kahan (Live from Fenway Park) Mercury, Republic      | US37 (2 Wo.)US | Erstveröffentlichung: 30. August 2024   |
| 2024 | Town Hall (Stick Season Collaborations) Mercury, Republic | US154 (1 Wo.)US | Erstveröffentlichung: 29. November 2024 |

### EPs
| Jahr | Titel Musiklabel        | Anmerkungen                           |
| ---- | ----------------------- | ------------------------------------- |
| 2018 | Hurt Somebody Republic  | Erstveröffentlichung: 12. Januar 2018 |
| 2020 | Cape Elizabeth Republic | Erstveröffentlichung: 1. Mai 2020     |

### Singles
| Jahr | Titel Album                         | Höchstplatzierung, Gesamtwochen, AuszeichnungChartplatzierungen (Jahr, Titel, Album, Platzierungen, Wochen, Auszeichnungen, Anmerkungen) | Höchstplatzierung, Gesamtwochen, AuszeichnungChartplatzierungen (Jahr, Titel, Album, Platzierungen, Wochen, Auszeichnungen, Anmerkungen) | Höchstplatzierung, Gesamtwochen, AuszeichnungChartplatzierungen (Jahr, Titel, Album, Platzierungen, Wochen, Auszeichnungen, Anmerkungen) | Höchstplatzierung, Gesamtwochen, AuszeichnungChartplatzierungen (Jahr, Titel, Album, Platzierungen, Wochen, Auszeichnungen, Anmerkungen) | Höchstplatzierung, Gesamtwochen, AuszeichnungChartplatzierungen (Jahr, Titel, Album, Platzierungen, Wochen, Auszeichnungen, Anmerkungen) | Anmerkungen                                                                          |
| Jahr | Titel Album                         | DE | AT | CH | UK | US | Anmerkungen                                                                          |
| --- | ----------------------------------- | --- | --- | --- | --- | --- | ------------------------------------------------------------------------------------ |
| 2017 | Young Blood Busyhead                | — | — | — | — | — | Erstveröffentlichung: 27. Januar 2017 Verkäufe: + 115.000                            |
| 2017 | Hold It Down –                      | — | — | — | — | — | Erstveröffentlichung: 24. März 2017                                                  |
| 2017 | Sink Busyhead                       | — | — | — | — | — | Erstveröffentlichung: 5. Mai 2017                                                    |
| 2017 | Hallelujah –                        | — | — | — | — | — | Erstveröffentlichung: 30. Juni 2017                                                  |
| 2017 | Fine –                              | — | — | — | — | — | Erstveröffentlichung: 21. Juli 2017                                                  |
| 2017 | Hurt Somebody Busyhead              | — | — | — | UK— SilberUK | US— GoldUS | Erstveröffentlichung: 15. September 2017 Verkäufe: + 1.310.000; feat. Julia Michaels |
| 2018 | Come Down –                         | — | — | — | — | — | Erstveröffentlichung: 15. Juni 2018                                                  |
| 2018 | False Confidence Busyhead           | — | — | — | UK— SilberUK | US— GoldUS | Erstveröffentlichung: 21. September 2018 Verkäufe: + 835.000                         |
| 2019 | Mess Busyhead                       | — | — | — | — | — | Erstveröffentlichung: 1. März 2019 Verkäufe: + 75.000                                |
| 2019 | Cynic Busyhead                      | — | — | — | — | — | Erstveröffentlichung: 10. Juni 2019                                                  |
| 2019 | Busyhead                            | — | — | — | — | — | Erstveröffentlichung: 13. Juni 2019                                                  |
| 2020 | Pride –                             | — | — | — | — | — | Erstveröffentlichung: 23. Oktober 2020 feat. Mxmtoon                                 |
| 2021 | Part of Me I Was / I Am             | — | — | — | — | — | Erstveröffentlichung: 14. Mai 2021                                                   |
| 2021 | Someone like You I Was / I Am       | — | — | — | — | — | Erstveröffentlichung: 17. September 2021 feat. Joy Oladokun                          |
| 2022 | Stick Season                        | DE44 (16 Wo.)DE | AT32 (16 Wo.)AT | CH19 Gold · (25 Wo.)CH | UK1 ×5Fünffachplatin · (64 Wo.)UK | US9 ×4Vierfachplatin · (52 Wo.)US | Erstveröffentlichung: 8. Juli 2022 Verkäufe: + 8.890.000                             |
| 2023 | Dial Drunk Stick Season             | — | — | — | UK32 Platin (Solo-Version) · (10 Wo.)UK                                                                                                  | US25 b ×2Doppelplatin · (24 Wo.)US | Erstveröffentlichung: 17. Juli 2023 a Verkäufe: + 3.195.000; feat. Post Malone       |
| 2023 | Call Your Mom Stick Season          | — | — | — | UK83 Gold · (9 Wo.)UK | US— GoldUS | Erstveröffentlichung: 15. September 2023 a Verkäufe: + 780.000; feat. Lizzy McAlpine |
| 2023 | She Calls Me Back Stick Season      | — | — | — | UK95 Silber · (1 Wo.)UK | US76 c Platin · (2 Wo.)US | Erstveröffentlichung: 6. Oktober 2023 a Verkäufe: + 1.360.000; feat. Kacey Musgraves |
| 2023 | Northern Attitude Stick Season      | — | — | — | UK16 Platin (Remix) · (12 Wo.)UK | US37 d Platin (Original) · (12 Wo.)US | Erstveröffentlichung: 10. November 2023 a Verkäufe: + 1.760.000; feat. Hozier        |
| 2023 | Everywhere, Everything Stick Season | — | — | — | UK72 Silber · (2 Wo.)UK | US79 e Gold · (1 Wo.)US | Erstveröffentlichung: 1. Dezember 2023 a Verkäufe: + 780.000; feat. Gracie Abrams    |
| 2024 | Homesick Stick Season               | — | — | — | UK5 f Platin · (9 Wo.)UK | — | Erstveröffentlichung: 19. Januar 2024 a Verkäufe: + 680.000; feat. Sam Fender        |
| Folgende Lieder erschienen nicht als Single, wurden aber durch das Album zum Download und Streaming bereitgestellt und konnten somit eine Platzierung erlangen: |                                     | | | | | |                                                                                      |
| |                                     | | | | | |                                                                                      |
| 2023 | You’re Gonna Go Far Stick Season    | — | — | — | UK60 Gold · (20 Wo.)UK | US86 Gold · (1 Wo.)US | Charteinstieg: 23. November 2023 Verkäufe: + 1.080.000                               |
| 2024 | Forever Stick Season (Forever)      | — | — | — | UK31 Silber · (5 Wo.)UK | US28 (4 Wo.)US | Charteinstieg: 22. Februar 2024 Verkäufe: + 280.000                                  |

### Als Gastmusiker
| Jahr | Titel Album                       | Höchstplatzierung, Gesamtwochen, AuszeichnungChartplatzierungen (Jahr, Titel, Album, Platzierungen, Wochen, Auszeichnungen, Anmerkungen) | Höchstplatzierung, Gesamtwochen, AuszeichnungChartplatzierungen (Jahr, Titel, Album, Platzierungen, Wochen, Auszeichnungen, Anmerkungen) | Höchstplatzierung, Gesamtwochen, AuszeichnungChartplatzierungen (Jahr, Titel, Album, Platzierungen, Wochen, Auszeichnungen, Anmerkungen) | Höchstplatzierung, Gesamtwochen, AuszeichnungChartplatzierungen (Jahr, Titel, Album, Platzierungen, Wochen, Auszeichnungen, Anmerkungen) | Höchstplatzierung, Gesamtwochen, AuszeichnungChartplatzierungen (Jahr, Titel, Album, Platzierungen, Wochen, Auszeichnungen, Anmerkungen) | Anmerkungen                                                           |
| Jahr | Titel Album                       | DE | AT | CH | UK | US | Anmerkungen                                                           |
| --- | --------------------------------- | --- | --- | --- | --- | --- | --------------------------------------------------------------------- |
| 2020 | Crazier Things –                  | — | — | — | — | — | Erstveröffentlichung: 26. Juni 2020 Chelsea Cutler feat. Noah Kahan   |
| 2023 | We’re All Gonna Die Proof of Life | — | — | — | — | — | Erstveröffentlichung: 17. März 2023 Joy Oladokun feat. Noah Kahan     |
| 2024 | Cowboys Cry Too Patterns          | — | — | — | UK84 (2 Wo.)UK | US50 Gold · (3 Wo.)US | Erstveröffentlichung: 28. Juni 2024 Kelsea Ballerini feat. Noah Kahan |
| Folgende Lieder erschienen nicht als Single, wurden aber durch das Album zum Download und Streaming bereitgestellt und konnten somit eine Platzierung erlangen: |                                   | | | | | |                                                                       |
| |                                   | | | | | |                                                                       |
| 2023 | Sarah’s Place Boys of Faith       | — | — | — | UK— SilberUK | US14 Platin · (4 Wo.)US | Charteinstieg: 7. Oktober 2023 Zach Bryan feat. Noah Kahan            |

## Auszeichnungen für Musikverkäufe
| Silberne Schallplatte - Vereinigtes Königreich - 2024: für das Lied All My Love - 2024: für das Lied Orange Juice - 2025: für das Lied The View Between Villages - 2025: für das Lied New Perspective Goldene Schallplatte - Australien - 2023: für die Single Young Blood - 2023: für die Single False Confidence - 2023: für die Single Mess - 2023: für die Single Dial Drunk - 2024: für das Album Stick Season - Brasilien - 2024: für die Single False Confidence - 2025: für das Album Stick Season - 2025: für das Lied You’re Gonna Go Far - Dänemark - 2024: für die Single Hurt Somebody - 2025: für das Album Stick Season - Frankreich - 2025: für die Single Stick Season - Kanada - 2022: für die Single Mess - 2023: für das Album Busyhead - 2024: für das Lied Paul Revere - 2024: für das Lied Your Needs, My Needs - 2024: für das Lied Come Over - 2024: für das Lied Strawberry Wine - 2024: für die Single Cowboys Cry Too - Neuseeland - 2024: für das Lied All My Love - Niederlande - 2024: für das Album Stick Season - Norwegen - 2018: für die Single Hurt Somebody - Polen - 2024: für die Single Stick Season - Schweden - 2022: für die Single Hurt Somebody - Spanien - 2024: für die Single Stick Season - Vereinigte Staaten - 2023: für das Lied Homesick - 2024: für das Lied Growing Sideways - 2024: für das Lied New Perspective - 2024: für das Lied The View Between Villages - 2024: für das Lied Orange Juice | Platin-Schallplatte - Belgien - 2024: für die Single Stick Season - Brasilien - 2024: für die Single Stick Season - Dänemark - 2024: für die Single Stick Season - Kanada - 2022: für die Single False Confidence - 2023: für die Single Young Blood - 2024: für das Lied New Perspective - 2024: für die Single Call Your Mom - 2024: für das Lied Growing Sideways - 2024: für das Lied Orange Juice - 2024: für das Lied The View Between Villages - 2024: für die Single Everywhere, Everything - 2024: für das Lied Forever - 2024: für das Lied Homesick - Niederlande - 2024: für die Single Stick Season - Portugal - 2024: für die Single Stick Season - Vereinigte Staaten - 2024: für das Lied All My Love - 2025: für das Lied Maine 2× Platin-Schallplatte - Brasilien - 2025: für die Single Dial Drunk - Kanada - 2022: für die Single Hurt Somebody - 2024: für das Lied All My Love - 2024: für die Single She Calls Me Back - 2024: für das Lied You’re Gonna Go Far - 2024: für die Single Northern Attitude - 2025: für das Lied Sarah’s Place 3× Platin-Schallplatte - Neuseeland - 2025: für das Album Stick Season - 2025: für die Single Hurt Somebody 4× Platin-Schallplatte - Kanada - 2024: für das Album Stick Season 5× Platin-Schallplatte - Australien - 2023: für die Single Hurt Somebody - Kanada - 2024: für die Single Dial Drunk - Neuseeland - 2025: für die Single Stick Season 10× Platin-Schallplatte - Australien - 2025: für die Single Stick Season Diamantene Schallplatte - Kanada - 2024: für die Single Stick Season |

Anmerkung: Auszeichnungen in Ländern aus den Charttabellen bzw. Chartboxen sind in ebendiesen zu finden.
| Land/RegionAuszeichnungen für Musikverkäufe (Land/Region, Auszeichnungen, Verkäufe, Quellen) | Silber       | Gold       | Platin       | Diamant  | Verkäufe   | Quellen              |
| -------------------------------------------------------------------------------------------- | ------------ | ---------- | ------------ | -------- | ---------- | -------------------- |
| Australien (ARIA)                                                                            | —            | 5× Gold5   | 15× Platin15 | —        | 1.225.000  | aria.com.au          |
| Belgien (BRMA)                                                                               | —            | —          | Platin1      | —        | 20.000     | ultratop.be          |
| Brasilien (PMB)                                                                              | —            | 3× Gold3   | 3× Platin3   | —        | 180.000    | pro-musicabr.org.br  |
| Dänemark (IFPI)                                                                              | —            | 2× Gold2   | Platin1      | —        | 145.000    | ifpi.dk              |
| Frankreich (SNEP)                                                                            | —            | Gold1      | —            | —        | 100.000    | snepmusique.com      |
| Kanada (MC)                                                                                  | —            | 7× Gold7   | 31× Platin31 | Diamant1 | 3.580.000  | musiccanada.com      |
| Neuseeland (RMNZ)                                                                            | —            | Gold1      | 11× Platin11 | —        | 300.000    | radioscope.co.nz NZ2 |
| Niederlande (NVPI)                                                                           | —            | Gold1      | Platin1      | —        | 105.000    | nvpi.nl              |
| Norwegen (IFPI)                                                                              | —            | Gold1      | —            | —        | 30.000     | ifpi.no              |
| Polen (ZPAV)                                                                                 | —            | Gold1      | —            | —        | 25.000     | olis.pl              |
| Portugal (AFP)                                                                               | —            | —          | Platin1      | —        | 10.000     | Einzelnachweise      |
| Schweden (IFPI)                                                                              | —            | Gold1      | —            | —        | 40.000     | sverigetopplistan.se |
| Schweiz (IFPI)                                                                               | —            | Gold1      | —            | —        | 10.000     | hitparade.ch         |
| Spanien (Promusicae)                                                                         | —            | Gold1      | —            | —        | 30.000     | elportaldemusica.es  |
| Vereinigte Staaten (RIAA)                                                                    | —            | 11× Gold11 | 13× Platin13 | —        | 18.500.000 | riaa.com             |
| Vereinigtes Königreich (BPI)                                                                 | 11× Silber11 | 2× Gold2   | 10× Platin10 | —        | 8.260.000  | bpi.co.uk            |
| Insgesamt                                                                                    | 11× Silber11 | 38× Gold38 | 87× Platin87 | Diamant1 |            |                      |